# Таблиці Брадіса
Таблиці Брадіса — це математичний довідник, у якому зібрані таблиці, необхідні для робіт з курсу математики та для практичних обчислень, що не потребують високої точності. Склав таблиці Брадіс Володимир Модестович, радянський математик та педагог, член-кореспондент Академії педагогічних наук РРФСР. Частину обчислень у таблиці провели учні Брадіса — студенти Тверського державного університету. Точність даних у таблиці — чотири знаки після коми. У таблицях Брагіса наведені такі дані:
- квадрати (другий степінь) та куби (третій степінь) чисел;
- квадратні корені чисел;
- логарифми чисел;
- тригонометричні функції (в градусах та радіанах);
- обернені тригонометричні функції

Вперше таблиці Брадіса були опубліковані в 1921 році як «Таблиці чотиризначних логарифмів та натуральних тригонометричних величин». Від того часу було понад 20 перевидань. З 1958 року вони видаються під назвою «Чотиризначні математичні таблиці». Під цією назвою вони видаються дотепер.